# Garrick Mallery
Garrick Mallery (25. dubna 1831 Wilkes-Barre, Pensylvánie – 24. října 1894) byl americký etnolog a odborník na indiánský znakový jazyk a piktogramy.

## Rodina
Jeho otec, Garrik Mallery (* 17. 4. 1784), byl soudcem, v roce 1808 absolvoval Yaleovu univerzitu. Byl členem Pensylvánského zákonodárného sboru mezi lety 1827 a 1830, kde horlivě podporoval vězeňskou reformu. V roce 1831 byl jmenován soudcem pro třetí soudní oblast (skládající se z hrabství Berks, Northampton a Lehigh). V roce 1836 rezignoval na svoji funkci a přestěhoval se zpět do Filadelfie, kde působil jako právník. Zemřel ve Filadelfii 6. června 1866.
Malleryho matka, druhá manželka jeho otce, byla potomkem Johna Harrise ml., zakladatele Harrisburgu a také Williama Maclaye, jednoho z prvních pensylvánských senátorů.

## Vzdělání
Mallery získal vynikající rané vzdělání a byl také připravován soukromým tutorem pro přijetí na alma mater jeho otce, kde byl imatrikulován v patnácti letech. Univerzitu v Yale absolvoval v roce 1850. O tři roky později obdržel titul LL. B („bakalář práva“) na Pensylvánské univerzitě. Ve stejném roce byl ve Filadelfii uznán jako advokát, kde si otevřel i svou praxi. Část svého volného času věnoval editorské a literární práci, ve které profesionálně pokračoval v roce 1861, kdy začala Občanská válka.

## Vojenská kultura
Mallery byl dobrovolník a sloužil jako první podporučík v 71. Pensylvánské pěchotě. 30. června 1862 byl vážně zraněn v Peach Orchards (Allenova farma) během sedmidenní bitvy ve Virginii. Zanechán na bitevním poli bez možnosti se hnout, byl zajat a poslán do věznice Libby v Richmondu. Později byl vyměněn a poslán zpět do Filadelfie. Po uzdravení se vrátil zpět do války, kde v únoru 1863 byl povýšen na podplukovníka 13. Pensylvánské kavalérie. Během vojenské okupace Virginie byl podplukovník Mallery jmenován soudním znalcem Prvního vojenského regionu. V listopadu 1866 byl čestně převeden z dobrovolnických služeb a byla mu udělena hodnost kapitána v běžné armádě, kde se staral o 43. pěchotu. Zde získal hodnosti brevet commission of major, podplukovníka a plukovníka „za chrabré a záslužné služby během války“. V roce 1870, byl téměř deset let ve službě jako vedoucí důstojník u Signal Corps (společnost vyvíjející, testující, poskytující a spravující komunikační a informační systémy), do roku 1876, kdy byl poslán do terénu, Kvůli jeho starým zraněním nezvládal namáhavou práci a roku 1879 na svoji žádost odchází do výslužby.

## Úřad pro americkou etnologii
Během Malleryho služby u Signal Corps, byl krátce umístěn ve Fort Rice v Dakotě, kde upoutal jeho pozornost domorodý komunikační systém prostřednictvím znaků a gest. Začal si je zapisovat a toho zároveň přivedlo i ke zkoumání piktogramů na skalách, kožešinách a kůře stromů, které si mnohé překresloval. Předpovídal, že by tyto znaky mohly být ztraceny a zapomenuty, vzhledem k tomu, jak se Indiáni dostávali více a více pod kontrolu úřadů. Na začátku svého výzkumu předpokládal, že piktogramy jsou prosté obrázky postrádající význam. U některých věřil, že jsou z předkolumbovského období. Postupně však nabýval přesvědčení, že znakový jazyk a analogické piktogramy vytvářejí kompletní systém zahrnující mytologii, historii a mající důležitý vztah k mluvenému jazyku.
V roce 1877 měl povinnost informovat o výsledcích své práce majora Johna Wesleye Powella, který prováděl výzkum na území Rocky Mountains. Později, kdy Mallery opustil armádu, mu Powell zařídil místo etnologa v Úřadu pro americkou etnologii, který byl téhož roku založen. Prvním výsledkem úřadu byla publikace brožury o 72 stránkách s 33 figurami vydaná v roce 1880 pod názvem „Úvod do studia znakového jazyka mezi severoamerickými indiány jako objasnění gest lidstva“ (Introduction to the Study of Sign-language among the North American Indians as Illustrating the Gesture-speech of Mankind). Toto dílo bylo zamýšleno také jako příručka pro studenty. Ve stejném roce následovalo kvartový svazek (zhruba formát A5) o 329 stranách „Sbírka severoamerických znaků a gest v porovnání“ (A Collection of Gesture Signs and Signals of the North American Indians, with Some Comparisons). Pozdější práce už byly vydány ve spolupráci.
V roce 1881 byl publikován druhý nejdůležitější Malleryho příspěvek v První výroční zprávě úřadu a to „Znakový jazyk severoamerických indiánů v porovnání s ostatními a hluchoněmými“ (Sign-language among North American Indians Compared with that Among other People and Deaf-mutes). Toto pojednání obsahuje 290 stran a je ilustrováno 13 fotografickými deskami, mapou a 285 figurami. Zatímco autor zamýšlel toto dílo pouze jako úvodní reportáž, dnes je považováno za první směrodatný výklad na zcela nové téma v oboru antropologie. Malleryho další publikace se objevila ve Čtvrté výroční zprávě úřadu pod názvem „Piktogramy severoamerických indiánů: předběžné pojednání“ (Pictographs of the North American Indians; a Preliminary Paper) obsahující 256 stran, ilustrována 83 fotografickými deskami a 209 figurami. Desátá výroční zpráva úřadu byla věnována Malleryho dokončené práce na jedno z jeho témat zájmu a byla pojmenována „Obrázkové písmo severoamerických indiánů“ (Picture-writing of the American Indians) mající 807 kvartových stran s 54 fotografickými deskami a 1290 figurami. Před smrtí Mallery připravoval pojednání o znakovém jazyce severoamerických indiánů, jako doplňující práci k „Obrázkovému písmu …“, které se mu však již nepodařilo dokončit. Tento mnohasetstránkový text je však archivován ve Smithsonově institutu a probádal ho lingvista Jeffrey Davis. Téma indiánských znakových jazyků se tak znovu dostává do odborného zájmu a čeká tak na svou plnou rehabilitaci.

## Další aktivity
Mallery byl také autorem mnoho krátkých kritických esejí. Jeho pozoruhodné dílo „Israelité a Indiáni“ (Israelite and Indian), porovnávající dvě kultury, rozdmýchalo krátkou diskusi. Založil Washingtonskou antropologickou společnost, kde později působil jako president. Také byl účastníkem Washingtonské literární společnosti, kde byl po mnoho let členem Obecného výboru a roku 1888 také jeho prezidentem. Tématem jeho proslovu, k odchodu z tohoto úřadu, bylo „Filosofie a specializace“. Trval na důležitosti používání korektního a vytříbeného stylu psaní vědeckých písemností.